# Federazione dei Giovani Socialisti
La Federación de Jóvenes Socialistas (en italiano Federazione dei Giovani Socialisti, sigla FGS) es la organización juvenil del Partido Socialista Italiano y, anteriormente, de los Socialistas Italianos y de los Socialistas Democráticos Italianos, fundada en 1994.

## Historia

### Orígenes
La organización se proclama heredera de la Federación de Juventudes Socialistas Italianas, organización juvenil del Partido Socialista Italiano fundada inicialmente en Florencia los días 6 y 7 de septiembre de 1903 y refundada después de veinte años de fascismo, en 1944, por los militantes antifascistas Eugenio Colorni., Giorgio Lauchard, Matteo Matteotti, Leo Solari y Mario Zagari .
Con Tangentopoli, la situación política italiana - y por tanto también la de los jóvenes socialistas - entra en un período de gran caos. Ottaviano Del Turco, secretario del PSI de 1993 a 1994 (año de su disolución), encargó al entonces vicepresidente de Iusy y responsable de las campañas políticas internacionales del MGS, Luca Cefisi, que desempeñara el cargo. de coordinador nacional en esta situación de emergencia: líderes conmocionados abandonaron la militancia política o se pasaron, según sus inclinaciones personales, a Forza Italia o al Partido Democrático de Izquierda; otros, en cambio, abandonaron la política.

### La Reconstitución como federación autónoma y la Segunda República
Tras la disolución del Partido Socialista Italiano, en octubre de 1994 se reconstituyó la Federación de Jóvenes Socialistas, entre otros por Luca Cefisi; La naciente Federación celebró entonces su primer congreso en 1996, eligiendo a Marco Di Lello como Secretario Nacional y a Claudio Carotti, secretario adjunto. La Federación de Juventudes Socialistas, que permanece afiliada a la Unión Internacional de Juventudes Socialistas y a la Organización de Juventudes Socialistas de la Comunidad Europea, se federó primero con los socialistas italianos y posteriormente con la IDE . Celebró su primer congreso en Grottaferrata del 18 al 20 de octubre de 1996.
El FGS participó como cofundador en la constitución de Rosa nel Pugno, con el secretario Gianluca Quadrana, sumándose posteriormente a la experiencia de la Asamblea Constituyente Socialista que finalizó los días 4, 5 y 6 de julio de 2008 con el I Congreso del Partido Socialista ; en el seno del cual, a pesar de algunas diferencias, encabezado por Francesco Mosca, apoyó oficialmente la candidatura de Pia Locatelli a la secretaría, y apoyó la moción número 2 "La política primero".
En octubre de 2008, la dirección nacional de los jóvenes socialistas decidió celebrar su congreso los días 31 de enero y 1 de febrero de 2009 en Salerno ; Congreso de moción única en el que Luigi Iorio (29 años, licenciado en Derecho por Foggia ) es elegido Secretario Nacional. Del 11 al 13 de noviembre de 2011 se celebró en Roma el VI Congreso de la FGS, en el que Claudia Bastianelli, perusa de 28 años, fue elegida por unanimidad Secretaria Nacional. En la historia de la organización juvenil socialista es la primera mujer en asumir su dirección. Algunas iniciativas impulsadas en los últimos años por el FGS, como el ius soli, la lucha contra el juego y el empleo precario juvenil, han aterrizado en el Parlamento con resultados positivos.
Roberto Sajeva, de Palermo, fue elegido por unanimidad Secretario del FGS durante el VII Congreso, celebrado en Rávena entre el 9 y el 11 de enero de 2015.   La nueva secretaría tiene un enfoque de formación y se organizan más escuelas de formación en toda Italia.  
En 2016, la Federación acoge el YES Summer Camp, una reunión de verano de todos los jóvenes políticos miembros de los Jóvenes Socialistas Europeos .   En esta ocasión, la FGS también adopta un nuevo símbolo (actual) diseñado por Camillo Bosco: un sol, la "estrella del futuro", y tres flechas. 
Del 19 al 21 de octubre de 2018 se celebró en Roma el VIII Congreso Nacional, que dio lugar a la elección como secretario del romañés Enrico Maria Pedrelli, de veintidós años.  
El 12 de abril de 2019, la Federación de Jóvenes Socialistas chocó con el PSI tras el acuerdo político por el que este último partido, parte del PSE, se aliaba y competía por las elecciones europeas de 2019 con el partido +Europa, afiliado a Renovar Europa. La postura fue muy criticada por el partido, pero hubo muchos exponentes que expresaron su solidaridad con el FGS, dentro y fuera del partido. 
En vista del referéndum de confirmación de los días 20 y 21 de septiembre de 2020 sobre el recorte de parlamentarios, apoya el No y hace campaña activamente en todo el territorio nacional y lanza dos carteles políticos entre agosto y septiembre.
Del 22 al 24 de octubre de 2021, la organización realiza su IX congreso nacional, durante el cual Pedrelli es confirmado como secretario.
En el congreso del PSI de julio de 2022, que reconfirmó al secretario saliente, el FGS participa con una gran audiencia de delegados elegidos de los territorios presentando tres documentos adicionales a la moción, los tres aprobados por unanimidad. Después del congreso del PSI y de la caída del gobierno Draghi, el FGS participó muy activamente en las elecciones apoyando a los candidatos del partido en las elecciones uninominales, en particular coordinando la campaña electoral de Bobo Craxi en Palermo. Después de las elecciones de 2022, que supusieron la desaparición de los socialistas del Parlamento por segunda vez en la historia, el FGS presentó un documento pidiendo a los dirigentes del partido que asumieran sus responsabilidades.
En septiembre de 2022, la FGS lanzó la escuela de política nacional "Políticamente Mujeres", que contó con una gran participación. En noviembre de 2022 se celebró en Milán en el club De Amicis el segundo encuentro nacional de los clubes. El evento, que contó con una gran asistencia, contó con la presencia de numerosos exponentes ilustres del mundo político cercanos a las reivindicaciones socialistas. Los días 29 y 30 de abril y 1 de mayo de 2023, la FGS celebró sus 120 años de existencia en Florencia, con un público excepcional.
Los días 27, 28 y 29 de octubre de 2023, en el círculo socialista de Roma, en Garbatella, el X congreso nacional  eligió por unanimidad a Nicolò Musmeci como secretario nacional, a Claudia Corso Marcucci como presidenta y a dos vicesecretarios, Mattia Giuseppe Maria Carramusa y Giorgia. Natalini, con la moción "Destrucción Creativa".

## Secretarios nacionales
- Luca Cefisi (1994-1996)
- Marco Di Lello (1996-1999)
- Claudio Accogli (1999-2003)
- Gianluca Quadrana (2003-2006)
- Francisco Mosca (2006-2008)
- Luigi Iorio (2009-2011)
- Claudia Bastianelli (2011-2015)
- Roberto Sajeva (2015-2018)
- Enrico María Pedrelli (2018-2023)
- Niccolò Musmeci (2023-en el cargo)

## Congresos
- I Congreso - Grottaferrata, 18-20 de octubre de 1996
- II Congreso - 1999
- III Congreso - 2003
- IV Congreso - 2006
- V Congreso - Salerno, 31 de enero-1 de febrero de 2009
- VI Congreso - Roma, 11-13 de noviembre de 2011
- VII Congreso - Rávena, 9-11 de enero de 2015
- VIII Congreso - Roma, 19-21 de octubre de 2018
- IX Congreso - Roma, 22-24 de octubre de 2021
- X Congreso - Roma, 27-29 de octubre de 2023